# Graphiphora rufescens
Graphiphora rufescens là một loài bướm đêm trong họ Noctuidae.